# Caubeen

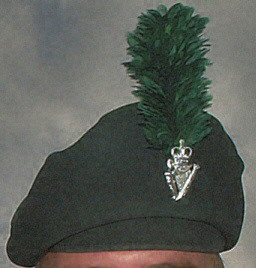
Un caubeen irlandese

Il caubeen è un copricapo militare indossato dai reggimenti degli eserciti britannico, canadese e sudafricano. Di foggia simile al Tam o' shanter, anche se mancante del "toorie" (pon-pon), è utilizzato in alternativa al basco data la sua caratterizzazione tradizionale.

## Fonti
- R. G. Harris, The Irish Regiments: A Pictorial History, 1683-1987, Tunbridge Wells, Kent, Nutshell, 1988, ISBN 1-871876-00-1.